# Yeat
Yeat (rojen Noah Olivier Smith), ameriški raper, * 26. februar 2000.